# Енді Гроват
Енді Гроват (англ. Andy Hrovat; нар. 21 січня 1980, Клівленд, Каягога, Огайо) — американський борець вільного стилю, срібний та бронзовий призер Панамериканських чемпіонатів, срібний призер Панамериканських ігор, учасник Олімпійських ігор.

## Життєпис
Боротьбою почав займатися з 1985 року. Син Боба та Ардіт Хроват. Має одного брата, Бредлі, і двох сестер, Елізабет і Наталі.
Виступав за Ньюйоркський атлетичний клуб. Тренер — Сін Бормет (з 2000).
Після завершення спортивної кар'єри займається тренерською діяльністю. Тренер із силової підготовки команди Університету Мічигану з боротьби. Також він  розробляє свою систему пляжної боротьби.

## Спортивні результати на міжнародних змаганнях

### Виступи на Олімпіадах
| Змагання                    | Збірна | Вагова категорія          | Місце |
| --------------------------- | ------ | ------------------------- | ----- |
| Літні Олімпійські ігри 2008 | США    | вільна боротьба, до 84 кг | 12    |

### Виступи на Чемпіонатах світу
| Змагання                        | Збірна | Вагова категорія          | Місце |
| ------------------------------- | ------ | ------------------------- | ----- |
| Чемпіонат світу з боротьби 2006 | США    | вільна боротьба, до 84 кг | 18    |

### Виступи на Панамериканських чемпіонатах
| Змагання                                   | Збірна | Вагова категорія          | Місце  |
| ------------------------------------------ | ------ | ------------------------- | ------ |
| Панамериканський чемпіонат з боротьби 2001 | США    | вільна боротьба, до 85 кг | Срібло |
| Панамериканський чемпіонат з боротьби 2004 | США    | вільна боротьба, до 84 кг | Бронза |

### Виступи на Панамериканських іграх
| Змагання                  | Збірна | Вагова категорія          | Місце  |
| ------------------------- | ------ | ------------------------- | ------ |
| Панамериканські ігри 2007 | США    | вільна боротьба, до 84 кг | Срібло |

### Виступи на Кубках світу
| Змагання                    | Збірна | Вагова категорія          | Місце |
| --------------------------- | ------ | ------------------------- | ----- |
| Кубок світу з боротьби 2007 | США    | вільна боротьба, до 84 кг | 6     |

### Виступи на Чемпіонатах світу серед студентів
| Змагання                                        | Збірна | Вагова категорія          | Місце |
| ----------------------------------------------- | ------ | ------------------------- | ----- |
| Чемпіонат світу з боротьби серед студентів 2002 | США    | вільна боротьба, до 74 кг | 4     |

### Виступи на інших змаганнях
| Змагання                                               | Збірна | Вагова категорія          | Місце  |
| ------------------------------------------------------ | ------ | ------------------------- | ------ |
| Manitoba Open 2004                                     | США    | вільна боротьба, до 84 кг | Срібло |
| Міжнародний меморіал Дейва Шульца 2005                 | США    | вільна боротьба, до 84 кг | Срібло |
| Міжнародний меморіал Дейва Шульца 2006                 | США    | вільна боротьба, до 84 кг | 4      |
| Золотий Гран-прі з боротьби 2009                       | США    | вільна боротьба, до 96 кг | 8      |
| Чемпіонат світу з боротьби 2009                        | США    | вільна боротьба, до 96 кг | Бронза |
| Кубок Президента Бурятської Республіки з боротьби 2011 | США    | вільна боротьба, до 84 кг | Золото |
| Турнір Дана Колова — Николи Петрова 2011               | США    | вільна боротьба, до 84 кг | 10     |